# 케이티 자비스
케이티 자비스(Katie Jarvis, 1991년 6월 22일 ~ )는 잉글랜드의 배우이다. 대표 출연작으로 《피쉬 탱크》가 있다.

## 출연 작품

### 영화
- 피쉬 탱크 (2009)

### 텔레비전
- 이스트엔더스 (2018-19)